# Jim O'Heir
Jim O'Heir (Chicago, 4 febbraio 1962) è un attore statunitense, attivo in campo teatrale, televisivo e cinematografico.
Noto soprattutto per il ruolo di Jerry Gerchich nella sitcom Parks and Recreation, nel 2017 O'Heir ha vinto il Daytime Emmy Award al miglior guest performer in una serie drammatica per Beautiful.

## Filmografia parziale

### Cinema
- Ed - Un campione per amico (Ed), regia di Bill Couturiè (1996)
- Ammesso (Accepted), regia di Steve Pink (2006)
- Cercasi amore per la fine del mondo (Seeking a Friend for the End of the World), regia di Lorene Scafaria (2012)
- Life After Beth - L'amore ad ogni costo (Life After Beth), regia di Jeff Baena (2014)
- La truffa dei Logan (Logan Lucky), regia di Steven Soderbergh (2017)
- Take Me, regia di Pat Healy (2017)
- 7 sconosciuti a El Royale (Bad Times at the El Royale), regia di Drew Goddard (2018)

### Televisione
- Cinque in famiglia (Party of Five) – serie TV, 1 episodio (1996)
- E.R. - Medici in prima linea (ER) – serie TV, 1 episodio (1996)
- Una famiglia del terzo tipo (3rd Rock from the Sun) – serie TV, 1 episodio (1996)
- Ellen – serie TV, 1 episodio (1997)
- Just Shoot Me! – serie TV, 2 episodi (1997-2002)
- Una bionda per papà (Step by Step) – serie TV, 1 episodio (1998)
- The Drew Carey Show – serie TV, 2 episodi (1998)
- Love Boat - The Next Wave – serie TV, 1 episodio (1998)
- Un detective in corsia (Diagnosis: Murder) – serie TV, 1 episodio (1999)
- Ally McBeal – serie TV, 1 episodio (1999)
- Più forte ragazzi (Martial Law) – serie TV, 1 episodio (2000)
- Star Trek: Voyager – serie TV, 1 episodio (2000)
- Popular – serie TV, 1 episodio (2000)
- Malcolm – serie TV, 1 episodio (2001)
- Dharma & Greg – serie TV, 1 episodio (2001)
- I Finnerty (Grounded for Life) – serie TV, 1 episodio (2003)
- Friends – serie TV, 1 episodio (2004)
- American Dreams – serie TV, 2 episodi (2004)
- Cold Case - Delitti irrisolti (Cold Case) – serie TV, 1 episodio (2004)
- Boston Legal – serie TV, 1 episodio (2004)
- Perfetti... ma non troppo (Less Than Perfect) – serie TV, 1 episodio (2005)
- Senza traccia (Without a Trace) – serie TV, 1 episodio (2005)
- Colpo di fulmine (Falling in Love with the Girl Next Door), regia di Armand Mastroianni – film TV (2006)
- Zack e Cody al Grand Hotel (The Suite Life of Zack and Cody) – serie TV, 1 episodio (2006)
- Desperate Housewives – serie TV, 1 episodio (2006)
- Detective Monk (Monk) – serie TV, episodio 5x03 (2006)
- State of Mind – serie TV, 1 episodio (2007)
- Saving Grace – serie TV, 1 episodio (2007)
- Curb Your Enthusiasm – serie TV, 1 episodio (2007)
- Swingtown – serie TV, 1 episodio (2008)
- Avvocati a New York (Raising the Bar) – serie TV, 1 episodio (2008)
- Safe Harbor - Un porto sicuro (Safe Harbor), regia di Jerry Jameson – film TV (2009)
- Castle – serie TV, episodio 2x02 (2009)
- Parks and Recreation – serie TV, 123 episodi (2009-2020)
- Parenthood – serie TV, episodio 2x17 (2011)
- Rizzoli & Isles – serie TV, episodio 2x05 (2011)
- The Mentalist – serie TV, 1 episodio (2012)
- Vegas – serie TV, 1 episodio (2013)
- Buona fortuna Charlie (Good Luck Charlie) – serie TV, 1 episodio (2013)
- C'è sempre il sole a Philadelphia (It's Always Sunny in Philadelphia) – serie TV, 1 episodio (2013)
- Switched at Birth - Al posto tuo (Switched at Birth) – serie TV, 1 episodio (2014)
- Natale on Air (Naughty & Nice), regia di John Wierick - film TV (2014)
- Verdetto fatale (Fatal Acquittal), regia di Sam Irvin – film TV (2014)
- Hot in Cleveland – serie TV, 1 episodio (2015)
- Non sono stato io (I Didn't Do It) – serie TV, 1 episodio (2015)
- Austin & Ally – serie TV, 1 episodio (2015)
- Veep - Vicepresidente incompetente (Veep) – serie TV, 1 episodio (2016)
- Beautiful (The Bold and the Beautiful) – serie TV, 6 episodi (2016-2019)
- Another Period – serie TV, 2 episodi (2016)
- Brooklyn Nine-Nine – serie TV, 2 episodi (2016)
- Speechless – serie TV, 1 episodio (2017)
- I Thunderman (The Thundermans) – serie TV, 1 episodio (2017)
- Bill Nye Saves the World – serie TV, 1 episodio (2017)
- The Mayor – serie TV, 1 episodio (2017)
- Pearson – serie TV, 2 episodi (2019)
- The Neighborhood – serie TV, un episodio (2019)
- Better Call Saul – serie TV, episodio 6x10 (2022)
- Nuovo Santa Clause cercasi (The Santa Clauses) – serie TV, episodio 1x05 (2022)

### Doppiaggio
- Harvey Beaks – serie TV, 1 episodio (2016)
- I Greens in città (Big City Greens) – serie TV, 1 episodio (2019)

## Doppiatori italiani
Nelle versioni in italiano delle opere in cui ha recitato, Jim O'Heir è stato doppiato da:
- Enzo Avolio in Cold Case - Delitti irrisolti, Parks and Recreations
- Emidio La Vella in Detective Monk, The Neighborhood
- Ambrogio Colombo in Brooklyn Nine-Nine, 7 sconosciuti a El Royale
- Roberto Fidecaro ne La truffa dei Logan, Doctor Odyssey
- Paolo Buglioni in Ed - Un campione per amico
- Mauro Gravina in E.R. - Medici in prima linea
- Gianni Quillico in Ally McBeal
- Wladimiro Grana in Mimic 2
- Mario Bombardieri in Ammesso
- Luca Semeraro in Take Me
- Claudio Fattoretto in Malcolm
- Antonio Angrisano in Desperate Housewives
- Saverio Indrio in Castle
- Carlo Valli in The Mentalist
- Nicola Braile in Natale on Air
- Giorgio Locuratolo in 9-1-1
- Bruno Alessandro in Criminal Minds
- Pietro Ubaldi in Better Call Saul
- Massimo De Ambrosis in Un Natale in bianco e nero
- Stefano Mondini in Running Point